# Бичок червоноротий
Бичок червоноротий (Gobius cruentatus) — вид риб з родини бичкових (Gobiidae). Природний ареал становить води східної Атлантики від південно-західного узбережжя Ірландії до берегів Марокко, Сенегалу і Середземного моря. В останні часи цей вид відзначений в Чорному морі, а саме біля Синопу та Севастополя.
Бентична риба, мешкає на глибинах від 15 до 40 м. Сягає 18 см довжини.